# GPS-Levelling
Als GPS-Levelling oder GPS leveling wird eine Kombination der GPS-Höhenmessung mit einem Präzisionsnivellement bezeichnet.
Während die Satellitenortung mit GPS (bzw. verwandten GNSS-Methoden) ellipsoidische Höhen liefert, beziehen sich terrestrisch nivellierte, also orthometrische, Höhen auf das Geoid. Die Kombination beider Verfahren auf ein und derselben Strecke bedeutet daher eine Geoidbestimmung, die entlang dieses Profils eine Genauigkeit einiger Zentimeter erreicht:
{\displaystyle N_{\text{geoid}}=H_{\text{ell}}-H_{\text{orth}}}
Damit eignet sich GPS-Levelling sowohl zur großräumigen Kontrolle eines Geoidprojekts als auch zur Beschränkung der Fehlerfortpflanzung in größeren Höhennetzen. Die räumliche Auflösung ist allerdings auf etwa 30 bis 50 km beschränkt – je nach der Maschenweite des Präzisionsnivellements. Denn das dichter vorliegende technische Nivellement ist genauigkeitsmäßig ab Entfernungen über 10 km einer GPS-Höhenbestimmung nicht ebenbürtig.